# Belle (navire)
Pour les articles homonymes, voir Belle.
La Belle est l'un des quatre navires de l'expédition de 1684 menée par René-Robert Cavelier de La Salle dans le golfe du Mexique, visant à établir une colonie française à l'embouchure du Mississippi. La Belle est accompagnée du Joly, vaisseau de 5e rang, et font tous deux partie de la marine royale française. Cavelier de la Salle affrète par ailleurs deux navires marchands, la flûte L'Aimable et le caïche Saint-François.
L’expédition part de La Rochelle le 24 juillet 1684 avec 300 personnes à bord, soldats et colons. À la suite d'erreurs de navigation, les trois bateaux restants (le Saint-François s’est fait prendre en octobre 1684 par les Espagnols) manquent l’embouchure du Mississippi et poursuivent quelque 600 km trop à l’ouest pour arriver au début de 1685 dans la baie de Matagorda. En février 1685, La Salle fait entrer La Belle dans le chenal menant à la baie mais L'Aimable s’échoue à sa suite, provoquant la perte d’une partie des vivres qui étaient dans les cales. Sa mission terminée, Le Joly rentre en France. Il ne reste donc plus que le bateau La Belle pour mener à bien le projet de colonie. La Salle fonde une implantation, le Fort Saint-Louis sur les berges de la Garcitas Creek, à quelques kilomètres à l'intérieur des terres depuis l'embouchure du fleuve Lavaca tout en poursuivant sa recherche de l’embouchure du Mississippi, persuadé qu’il n’est pas loin.
Au début de 1686, La Belle, prise dans un ouragan, fait naufrage dans la baie de Matagorda, causant la perte de la colonie du Fort Saint-Louis. En effet, sans plus aucun navire pour chercher du renfort dans les colonies françaises des Caraïbes ou revenir en France, La Salle décide d’aller chercher de l’aide en remontant au Canada par les terres. À la suite d'un différend, il est assassiné le 19 mars 1687 par deux de ses hommes. Seuls six membres de l’expédition parviennent à rentrer à Ville-Marie en juillet 1688 puis en France. À Fort Saint-Louis, les colons restants sont massacrés par les Karankawas à l’exception de quelques enfants, qui seront récupérés l’année suivante par les Espagnols.
La Belle, elle, reste dans l'oubli pendant trois siècles, jusqu'à sa redécouverte en 1995 par les archéologues américains James E. Bruseth, Layne Hedrick et John de Bry, devenant ensuite l'objet de fouilles archéologiques de grande envergure.

## Contexte historique
À la fin du XVIIe siècle, les pays européens occupent une grande partie de l'Amérique du Nord. L'Espagne possède la Floride, le Mexique et la plus grande partie du sud-ouest du continent nord-américain. La côte nord-atlantique est aux mains des Britanniques ; et les Français occupent la Nouvelle-France, une grande partie de ce qui est aujourd'hui le Canada, ainsi que le Pays des Illinois. Les Français craignent que leur territoire soit vulnérable aux visées expansionnistes de leurs voisins. En 1681, René-Robert Cavelier de La Salle lance une expédition qui réussit à descendre jusqu'à l'embouchure du Mississippi, espérant alors rejoindre l'océan Pacifique, mais il découvre que cette voie mène en fait au golfe du Mexique. Bien que Hernando de Soto ait exploré cette région et en ait pris possession pour l'Espagne cent quarante ans auparavant, La Salle revendique le 9 avril 1682 la vallée du Mississippi au nom du roi de France, Louis XIV, et la baptise Louisiane, en son honneur.
Sans la présence française à l'embouchure du Mississippi, l'Espagne aurait contrôlé l'ensemble du golfe du Mexique et aurait constitué une menace sur les frontières méridionales de la Nouvelle-France. La Salle croit que le Mississippi est proche de l'extrémité orientale de la Nouvelle-Espagne, et lors de son retour en France en 1683, il propose la création d'une colonie à l'embouchure du fleuve. La colonie pourrait fournir une base pour la promotion du christianisme au sein des peuples autochtones ainsi qu'une tête de pont idéale pour attaquer la province espagnole de Nueva Vizcaya et prendre le contrôle de ses riches mines d'argent,. Il fait valoir qu'un faible nombre de Français pourraient parvenir à envahir la Nouvelle-Espagne grâce à une alliance avec les peuples autochtones, fâchés d'être réduits à l'esclavage par les Espagnols. Après que l'Espagne a déclaré la guerre à la France, en octobre 1683, Louis XIV accepte le plan de Robert de La Salle ; ses fonctions officielles comprennent dès lors « de confirmer l'allégeance des Indiens à la couronne de France, qui les conduit à la vraie foi, et de maintenir la paix inter tribale ».

## La Bellelors de sa construction à l’arsenal de Rochefort

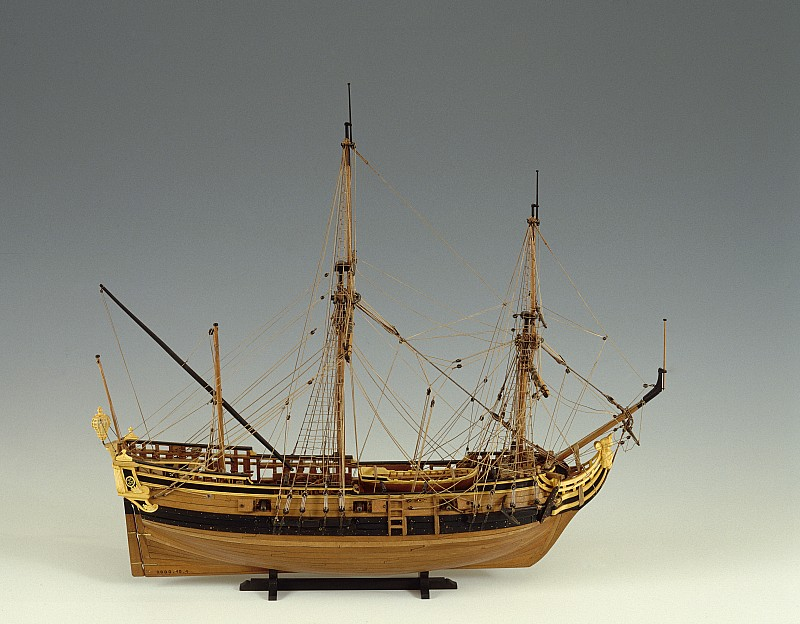
Maquette réalisée par Bernard Frölich, conservée au Musée national de la Marine à Paris.

D'après sa reconstitution par les archéologues américains et Jean Boudriot, La Belle est une petite barque de trois mâts. Elle mesure près de 17 m de long et est armée de six canons et de huit pierriers. Le grand mât et le mât de misaine sont gréés avec deux voiles carrées. Le mât d’artimon est gréé en voile latine, triangulaire. Le mât de beaupré est gréé avec une petite voile carrée
Il n’existe aucun plan de construction de La Belle, Le seul document concernant la construction de La Belle est un devis de deux feuillets, indiquant ses dimensions, conservé par le service historique de la Défense à Rochefort.
Jean Boudriot, dans sa monographie présentant La Belle, observe que « le plan est une rare exception, même pour les vaisseaux du premier rang. L’on se contente à l’époque de deux à trois feuillets de données dimensionnelles ».
Le bateau a été rapidement construit, en mai et juin 1684 selon le devis, même s’il est possible que la mise en chantier ait démarré quelques semaines auparavant. Il semble qu’au départ, la barque devait être transportée démontée dans Le Joly, d’où le marquage des pièces qui devait permettre de l’assembler une fois arrivé à destination. Mais elle ne rentrait pas dans le vaisseau et sera donc entièrement construite dans ce court délai de deux mois. La Belle est mise à l’eau le 1er juillet 1684.
Quand les archéologues retrouvent la coque du bateau trois siècles plus tard, ils notent des chiffres romains et des lettres sur les bois de construction principaux. L'analyse montre que ces symboles représentaient le système d'assemblage du bateau : A désignait l’avant du bateau (avant) et D l'arrière (derrière).
Jean Boudriot note que La Belle aurait été conçue par Honoré Mallet, nommé en 1682 premier charpentier à l’arsenal de Rochefort, ou son fils Pierre. Leurs signatures apparaissent d’ailleurs sur le devis. Néanmoins, l’étude de l’épave révèle une position du maître-couple inhabituelle par rapport aux usages de l’époque et au règlement de construction de 1673 qui l’amène à supposer que le vrai concepteur serait Pierre Masson, beau-fils d’Honoré Mallet (et dont le nom figure aussi sur le devis).
Autre élément intéressant, la construction de La Belle se fait dans un contexte de transition technique dans la construction navale qui passe, dans les années 1680, de pratiques architecturales de tradition médiévale (méthode dite de la tablette et du trébuchet) à une pratique de projection des lisses. Cette dernière étant à la base des premiers plans de construction dessinés et conservés.
Quant à sa dénomination de « barque longue », Jean Boudriot la réfute à la suite de la comparaison des tracés des maîtres-couples d’une barque-longue et de La Belle qui montre des formes très différentes. La Belle serait plutôt à rapprocher des chattes, « petits bâtiments de servitude propres au service du port de Rochefort, (…) destinés aux opérations d’armement ou de désarmement des vaisseaux mouillés dans la rade d’Aix ».

## La Belleaujourd'hui

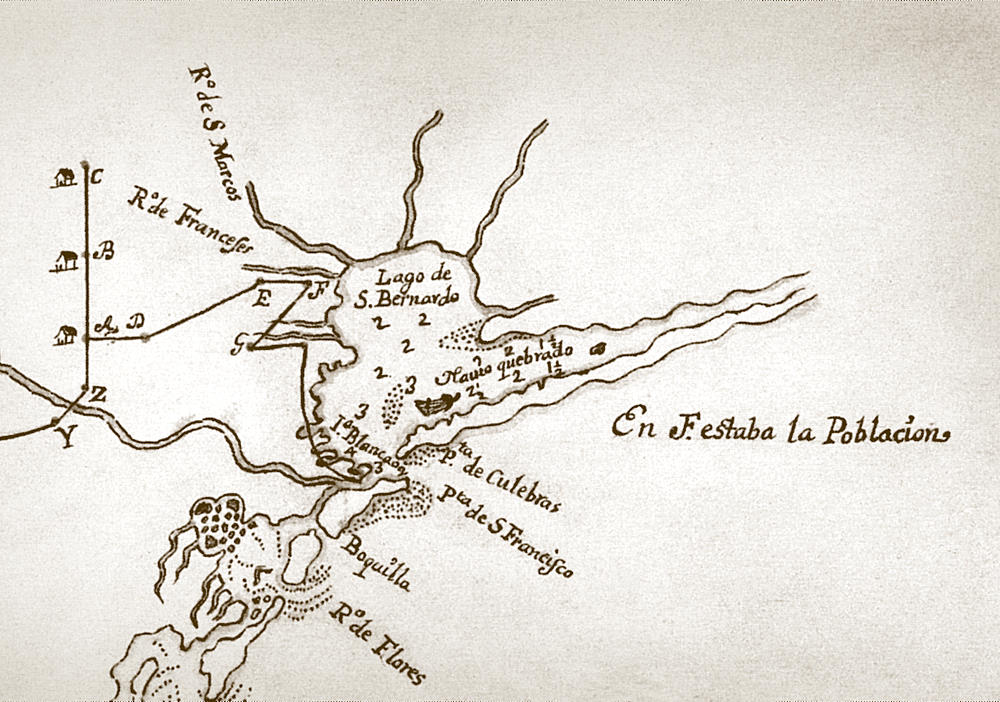
Carte espagnole de 1689 mentionnant l'épave de La Belle dans la baie de Matagorda.

### La découverte de l’épave en 1995
Pendant plus de trois siècles, l'épave de La Belle reste dans l'oubli. Dans leur article « Découverte et fouille de La Belle », James E. Bruseth, Layne Hedrick et John de Bry expliquent que l'Espagne, alarmée par la présence des Français et ayant eu vent de l'expédition de La Salle, lance des recherches dès 1687. Elle envoie onze expéditions maritimes et terrestres pour retrouver et détruire le Fort Saint-Louis, ce qui est fait en 1689. Il semblerait que les Espagnols découvrent également l'épave du bateau dans la baie et y récupèrent quelques canons, mais pas davantage du fait de l'ensablement.
De fait, l'épave est mentionnée sur plusieurs cartes espagnoles, dont celle de Carlos de Sigüenza y Góngora basée sur les dessins d'Alonzo de Léon faits durant l'expédition de 1689 où le fort est retrouvé. C'est à partir de cette carte et du journal d'un des survivants, Joutel que les chercheurs américains mènent leurs recherches.
La Texas Historical Commission (THC) mène les recherches de l'épave. Une première tentative a lieu en 1978 mais l'analyse des anomalies magnétiques et plusieurs plongées ne permettent pas d'identifier La Belle. Une deuxième campagne commence en 1995. L'évolution des techniques d'investigation révèle de nouvelles anomalies magnétiques et dès la première plongée, l'équipe trouve une épave. Les plongeurs remontent des objets qui sont rapidement reconnus comme étant d'origine française et datant approximativement du XVIIe siècle. Les plongées se poursuivent jusqu'à la découverte d'un canon de bronze décoré aux armes de Louis XIV, et plus précisément aux armes de Louis de Bourbon, fils illégitime du roi né en 1667 et nommé Comte de Vermandois en 1669. L'origine de La Belle est donc attestée.

### La fouille (1996-1997)

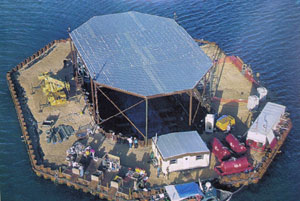
Le chantier de fouille de La Belle en 1996-1997.

La fouille de La Belle est considérée comme le chantier d'archéologie navale « sous atmosphère sèche » le plus important mené en Amérique du Nord. La nature des eaux de la baie de Matagorda, très troubles, rendant les recherches par plongées inopérantes et la fragilité des objets ont amené la THC à opter pour l'utilisation d'un batardeau. La construction de ce batardeau a lieu de mai à août 1996, il consista à entourer l'épave d'une double paroi en acier, remplie de sable, et de pomper l'eau à l'intérieur de l'enceinte afin de créer les conditions d'une fouille à sec. Les parois étaient réalisées avec des palplanches agrafées entre elles et enfoncées d'environ 12 m de profondeur dans le sable. Afin de garder l'enceinte du chantier à sec, des pompes fonctionnaient en permanence.
Le chantier de fouille, qui entourait l'épave, avait une enceinte de 25 mètres sur 16. Un auvent protégeait le site des intempéries. Les deux parois de cette enceinte se trouvaient à une distance de 10 mètres l'une de l'autre. Dans l'espace entre ces parois, l'équipe avait aménagé un surplomb qui accueillait une grue pour soulever les pièces lourdes extraites du site, d'autres matériels de fouille, ainsi que les bureaux et les logements des archéologues.
En effet, outre sa prouesse technologique et son coût élevé (1,5 million de dollars), ce chantier a été mené sans interruption pendant une saison, fonctionnant 24 h/ 24, obligeant les équipes à rester sur place.
Plusieurs difficultés perduraient néanmoins, principalement le danger d'assèchement des objets gorgés d'eau, pouvant s'altérer très rapidement dès lors qu'ils se retrouvent à l'air libre. Il a donc fallu prévoir une source d'approvisionnement en eau de mer, distribuée à plusieurs endroits du chantier par des tuyaux d'arrosage. Les objets les plus fragiles étaient donc arrosés en permanence.
La fouille de l'épave se faisait à l'aide d'une grille de repérage divisée en carrés de 1 m par 1 m (voire dans certains cas de 50 cm). Chaque carré est repéré par un positionnement Nord et Est. Chaque objet est donc rattaché à la zone dont il a été extrait. Le chantier se déroula sur huit mois et se termina fin avril 1997 avec près d'1,6 million d'objets excavés.

### L'étude de l'épave et de ses objets

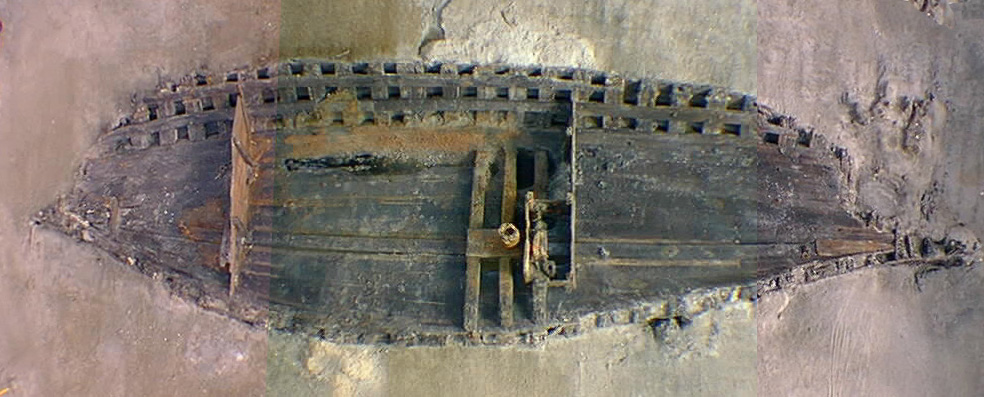
Les restes de La Belle, non encore dégagés du sable, au début des fouilles.

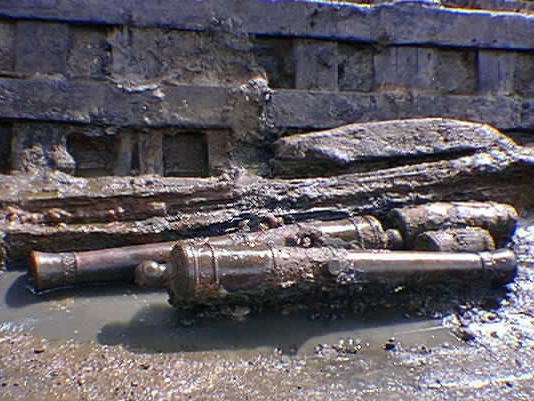
Les deux canons de bronze au moment de leur dégagement.

La cargaison récupérée de La Belle s'est remarquablement préservée, se trouvant dans un état quasi identique à celui qu'elle présentait il y a trois cents ans. Cette conservation exceptionnelle résulte des conditions particulières de son naufrage et de l'environnement spécifique où il s'est déroulé. Une épaisse couche d'argile, s'étendant sur plusieurs centimètres, a recouvert la majeure partie de l'épave. Ce revêtement d'argile a créé un environnement anaérobie, idéal pour la préservation des matériaux organiques qui composaient la cargaison.
Les fouilles et l'analyse de l'épave ont permis de déterminer cinq compartiments sous le pont : celui de proue ; la cale principale, accessible directement du pont ; la cale arrière ; la soute de poupe, derrière la cale arrière ; le logement du capitaine enfin, au-dessus de cette dernière. La cargaison de La Belle est répartie dans les trois compartiments principaux nommés ci-dessus. Dans le compartiment de proue se trouve un câble d'ancre de plus de 300 m de long ainsi que le squelette d'un homme de type européen. On retrouve à côté de lui un tonnelet qui devait contenir de la boisson. Des morceaux de vêtements, chaussures et effets personnels retrouvés à cet endroit suggèrent que ce compartiment servait de cabine d’équipage.
La cale avant contient la majeure partie de la cargaison que La Salle avait prévue pour sa colonie de Fort Saint-Louis. Elle est rangée dans des barils en bois de diverses tailles et quelques caisses. Les objets lourds comme les boulets de canon et les pierres étaient mis tels quels. Soixante barils sont sortis de l’épave. Les plus grands devaient contenir des liquides, les plus petits, des provisions « sèches », des outils et des objets de traite. Les plus petits barils contiennent de la poudre. Une des caisses retrouvées contient des ustensiles de cuisine (chaudrons, passoires, louche…) et quatre autres contiennent des fusils à silex. À même la cale, deux canons de bronze sont sortis ainsi que des barres de fer qui devaient servir à fabriquer des clous et des objets pour la colonie.
La cale arrière contient des objets qui devaient être destinés à l'équipement et à la défense de la colonie, barils de poudre et de plomb de chasse, barils pour les liquides et du goudron ou de la résine, des rouleaux de cordages neufs ainsi que des bobines de fils de cuivre. Il y a également deux caisses en bois contenant des objets de traite dont des perles de verre, bagues de Jésuite et couteaux à lame de fer.
Dans la soute de poupe, située à l'extrémité arrière, des armes sont retrouvées dont cinq pots à feu (qui sont des engins incendiaires constitués d'un pot en terre dans lequel on mettait un liquide combustible et de la grenaille et refermé par un bouchon de bois).

### La conservation de l’épave et des objets

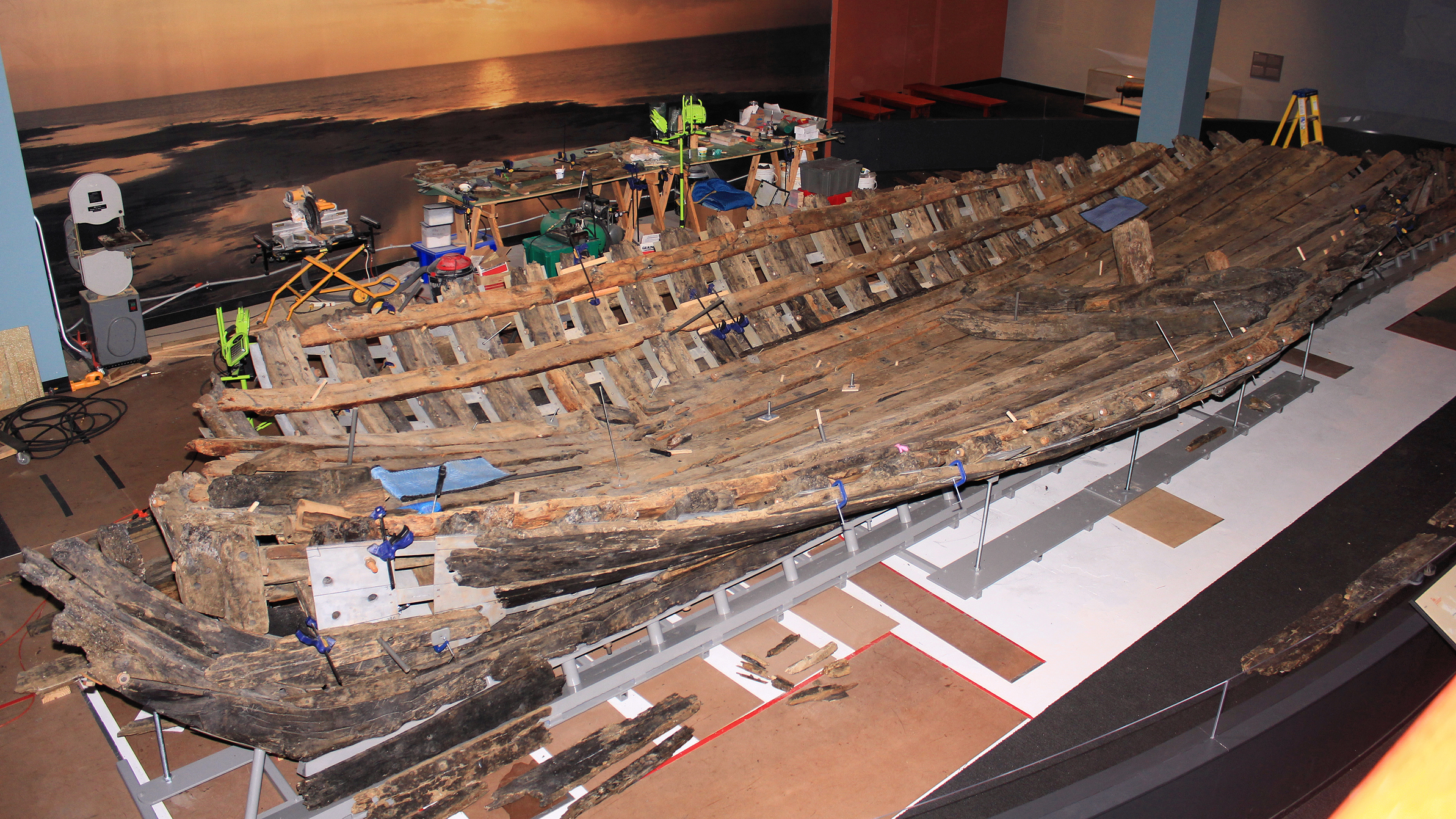
L'épave de La Belle au Bullock Texas State History Museum en 2016.

Plus d’1,6 million d’objets ont été sortis de l’épave de La Belle. L’enjeu de cette fouille archéologique est la conservation de ces objets pour la recherche et l’exposition. Ce chantier est mené depuis 15 ans par le Conservation Research Laboratory de l'université A&M du Texas. La conservation combine la chimie, la physique et le savoir-faire des experts pour nettoyer et stabiliser les objets afin qu’ils ne se dégradent pas dans le temps.
Les objets de nature organique (cuirs, bois, papier, tissus…) sont nettoyés et séchés puis traités avec des produits chimiques, dont l'huile de silicone et des polymères de polyéthylène glycol (PEG).
Pour conserver les objets composites comme les armes à feu, les conservateurs traitent chaque matière séparément. Les composants de fer se dégradent assez rapidement dans l'eau de mer et les sédiments marins forment autour une couche très dure (une concrétion) autour du métal en décomposition. Lorsque le métal est entièrement décomposé, la concrétion constitue un moule parfait de l'objet original. Les restaurateurs nettoient ce moule naturel et le remplissent avec de l'époxy pour créer une réplique de l'objet métallique.
Concernant les bois de construction de la coque du navire, ils ont été démontés un par un et mesurés. Le traitement aurait dû être fait avec du PEG mais à partir des années 2000, son coût ayant augmenté considérablement, les conservateurs ont décidé d'utiliser la lyophilisation comme la dernière étape pour le traitement de la coque. Ils font construire sur-mesure un grand séchoir à froid (60 degrés au-dessous du zéro) et font le vide afin de sécher le bois sans risque.
Les objets sont actuellement conservés dans les réserves de la THC à Austin. Plusieurs musées texans exposent des objets dans leurs collections permanentes. La coque de La Belle a été remontée en 2015 dans le hall du musée historique Bullock de l'état du Texas.

## L’accord intergouvernemental de 2001
La question de la propriété de l’épave et des objets a fait l’objet de pourparlers entre les États-Unis et la France dès la découverte de 1995. Les discussions se sont fondées sur une jurisprudence de 1989 concernant l’épave du CSS Alabama. Celle-ci a été retrouvée le 31 octobre 1984 par un chasseur de mines de la Marine nationale au large de la Grande Rade de Cherbourg. Le navire avait été coulé par le USS Kearsarge le 19 juin 1864 au cours de la guerre de Sécession.
Les États-Unis ayant été considérés comme les successeurs de la Confédération, des négociations eurent lieu et aboutirent le 3 octobre 1989 par la ratification à Paris entre les gouvernements de la France et des États-Unis d’Amérique d’un accord reconnaissant implicitement les droits de propriété des États-Unis sur l’épave. En revanche, l’étude de l’épave, en tant que bien culturel maritime situé dans les eaux territoriales de la France, était soumise à la juridiction française (ministère de la Culture pour les opérations archéologiques sur l’épave).
En 1998, Pierre Lellouche, député à l'Assemblée nationale et expert en affaires de Défense, s'empare de la question, réclame l’application à ce navire de la Loi du Pavillon inscrite dans la Convention des Nations Unies sur le droit de la mer (UNCLOS). Madeleine Albright reconnait alors que l'épave de La Belle, bien qu'annexée par le Texas, restait une propriété inaliénable de la France en tant que navire de la Royale. Cette démarche s'appuyait sur une jurisprudence établie, permettant à la France de revendiquer officiellement ses droits de propriété sur l'épave, après avoir démontré le caractère étatique de son armement. Ce processus a mené, en octobre 2001, à la conclusion d'un accord entre la France et les États-Unis, formulé dans un « agreement … regarding the remains of and artifacts from the vessel La Belle ». Cet accord, affirmant la propriété de La Belle à la France, a été ratifié le 31 mars 2003 à Washington,.

## Liens
- (en) David Denney, « La Belle, a 17th century French ship », Bullock Texas State History Museum (consulté le 23 juin 2015)
- (en) « Discovery and Investigations: The Recovery of La Belle », sur Texas Beyond History, 16 octobre 2008 (consulté le 26 mars 2017)
- Pierre Barthélémy, « La Belle sur le sable au Texas », Le Monde,‎ 28 juillet 2006 (lire en ligne, consulté le 26 mars 2017)